# On the Doll
On the Doll es una película sobre cómo el abuso marca el comportamiento, ya de adultos, de diferentes personas. Historias cruzadas, de víctimas y de verdugos. Protagonizada por Brittany Snow, Josh Janowicz, Stephen Sowan, Clayne Crawford, Shanna Collins, Candice Accola y Chloe Domont.

## Elenco
- Brittany Snow - Balery
- Josh Janowicz - Jaron
- Stephen Sowan - Tre
- Clayne Crawford - Wes
- Shanna Collins - Chantel
- James Russo - Janitor
- Paul Ben-Victor - Jimmy Sours
- Eddie Jemison - Mr. Garrett
- Marcus Giamatti - Tio Lou
- Angela Sarafyan - Tara
- Candice Accola - Melody
- Chloe Domont - Courtney
- Dave Baez - Rick
- Tyson Chambers - Joven en la tienda
- Ethan Cohn - Brian
- Germaine De Leon - Keith
- Timothy Lee DePriest - Stevie Planters
- Sybil Martinez - Waitress
- Cameron Moulene - Jaron cuando pequeño
- Krysta Noelle - Mamá de Melody
- Nolan North - Charlie
- Kris Palm - Manny
- Brett Rickaby - Andy
- Matt Riedy - Pete
- Theresa Russell - Diane
- Jessica Tuck
- Elizabeth Uhl - Lexi
- Lauren Carter - Venus Faire Dancer (no acreditada)